# Allocapnia
Allocapnia is een geslacht van steenvliegen uit de familie Capniidae. De wetenschappelijke naam van het geslacht is voor het eerst geldig gepubliceerd in 1928 door Claassen.

## Soorten
Allocapnia omvat de volgende soorten:
- Allocapnia aurora Ricker, 1952
- Allocapnia brooksi Ross, 1964
- Allocapnia cunninghami Ross & Ricker, 1971
- Allocapnia curiosa Frison, 1942
- Allocapnia forbesi Frison, 1929
- Allocapnia frisoni Ross & Ricker, 1964
- Allocapnia frumi Kirchner, 1982
- Allocapnia fumosa Ross, 1964
- Allocapnia granulata (Claassen, 1924)
- Allocapnia harperi Kirchner, 1980
- Allocapnia illinoensis Frison, 1935
- Allocapnia indianae Ricker, 1952
- Allocapnia jeanae Ross, 1964
- Allocapnia loshada Ricker, 1952
- Allocapnia malverna Ross, 1964
- Allocapnia maria Hanson, 1942
- Allocapnia menawa Grubbs & Sheldon, 2008
- Allocapnia minima (Barnston, 1848)
- Allocapnia mohri Ross & Ricker, 1964
- Allocapnia muskogee Grubbs & Sheldon, 2008
- Allocapnia mystica Frison, 1929
- Allocapnia nivicola (Fitch, 1847)
- Allocapnia ohioensis Ross & Ricker, 1964
- Allocapnia oribata Poulton & Stewart, 1987
- Allocapnia ozarkana Ross, 1964
- Allocapnia pechumani Ross & Ricker, 1964
- Allocapnia peltoides Ross & Ricker, 1964
- Allocapnia perplexa Ross & Ricker, 1971
- Allocapnia polemistis Ross & Ricker, 1971
- Allocapnia pygmaea (Burmeister, 1839)
- Allocapnia recta (Claassen, 1924)
- Allocapnia rickeri Frison, 1929
- Allocapnia sandersoni Ricker, 1952
- Allocapnia sano Grubbs, 2006
- Allocapnia sequatchie Kondratieff & Kirchner, 2000
- Allocapnia simmonsi Kondratieff & Voshell, 1981
- Allocapnia smithi Ross & Ricker, 1971
- Allocapnia stannardi Ross, 1964
- Allocapnia starki Kondratieff & Kirchner, 2000
- Allocapnia tennessa Ross & Ricker, 1964
- Allocapnia tsalagi Grubbs, 2008
- Allocapnia unzickeri Ross & Yamamoto, 1966
- Allocapnia virginiana Frison, 1942
- Allocapnia vivipara (Claassen, 1924)
- Allocapnia warreni Ross & Yamamoto, 1966
- Allocapnia wrayi Ross, 1964
- Allocapnia zola Ricker, 1952